# Nécropole nationale d'Albert
De Nécropole nationale d'Albert is een Franse militaire begraafplaats met een grootte van 1,83 ha in de Franse gemeente Albert. Er rusten 6.290 militaire die sneuvelden in de Eerste Wereldoorlog. De begraafplaats ligt ten zuidwesten van het dorpscentrum.

## Albert French National Cemetery
De begraafplaats telt ook 1 geïdentificeerd Gemenebest graf uit de Eerste Wereldoorlog van een lid van het Britse Chinese Labour Corps dat wordt onderhouden door de Commonwealth War Graves Commission, dat de begraafplaats heeft ingeschreven als Albert French National Cemetery.